# 陇东海棠光叶变型
陇东海棠光叶变型（学名：Malus kansuensis f. calva）为蔷薇科苹果属陇东海棠下的一个变型。

## 扩展阅读
- 維基物種上的相關：陇东海棠光叶变型